# 田中龍夫 (入間市長)
田中 龍夫（たなか たつお、1952年〈昭和27年〉8月20日 - ）は、日本の元政治家。元埼玉県入間市長（2期）、元埼玉県議会議員（5期）、元入間市議会議員（4期）。

## 来歴
埼玉県入間郡東金子村（現・入間市小谷田）に生まれる。武蔵町立東金子小学校（現・入間市立東金子小学校）、入間市立武蔵中学校、埼玉県立川越高等学校卒業。1976年、早稲田大学政治経済学部政治学科卒業。
被選挙権を得た25歳のときに当時の入間市長の水村仁平に「市長になりたいがどうすればいいか」と相談しに行く。その時に「まずは議員になって勉強をすることだ」と諭され、議員になることを決意。1981年、入間市議会議員に初当選。市議時代、全国最年少で議長に就任。
1995年、埼玉県議会議員に初当選。5期務める。
2012年10月21日に行われた入間市長選挙に立候補し、元副市長の吉田竹雄、元市議の野口哲次らを破り初当選。2013年3月まで自由民主党入間市支部長を務める。
2016年、再選。
2020年7月15日、次期市長選に立候補せず引退する意向を表明。後継指名は行わないものの、市長選では埼玉県議会議員の杉島理一郎を支持する考えを示した。
2022年11月3日、秋の叙勲において、旭日中綬章を受章した。

## 市政
- 2020年（令和2年）6月5日、新型コロナウイルス対策の財源に充てるため、また、固定資産税等の課税誤りに対する責任を明らかにするため、自身の7月から9月までの月額給与を40％減額する条例案を市議会定例会に提出した（前者による減額30％、後者による減額10％）。副市長については20％、教育長については15％減額する[8]。6月26日、同条例案は全員一致で可決された[9]。

## 人物
- 入間市剣道連盟顧問にして教士七段である。
- 入間市駅伝に連続して出場している。

## 出演番組
- たっちゃん市長の真剣勝負（エフエム茶笛）[10]